# Spécialité chirurgicale
Pour un article plus général, voir Chirurgie.

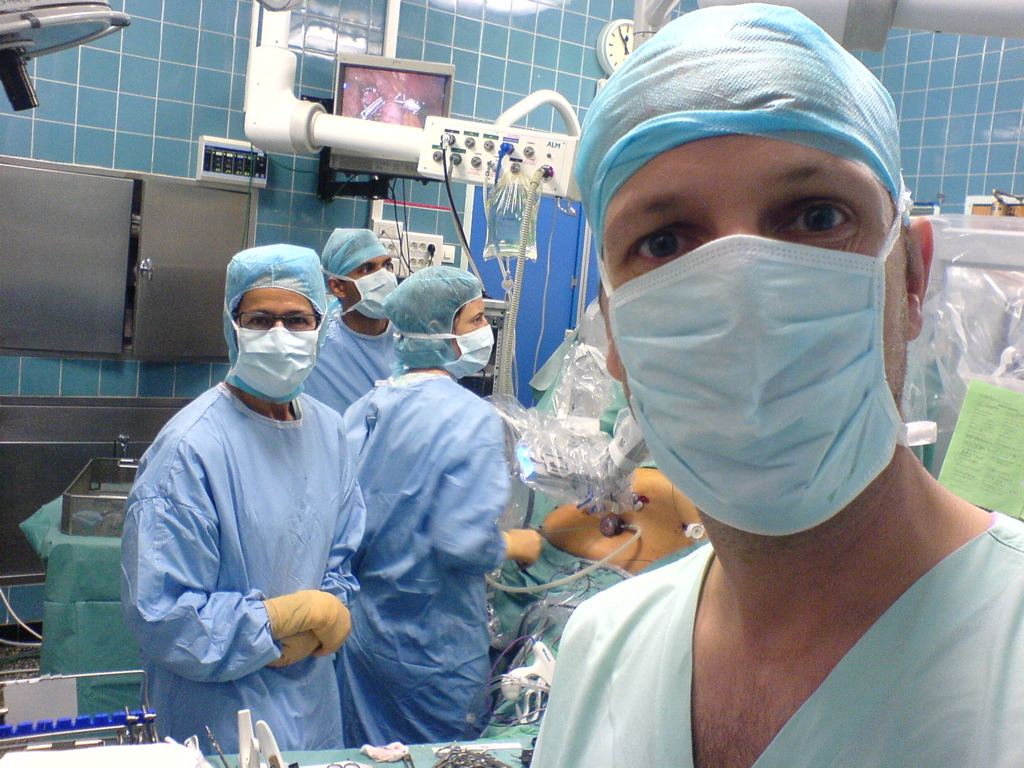
Photo d'un chirurgien en salle d'opération, en 2004.

Une spécialité chirurgicale désigne une pratique à visée diagnostique ou thérapeutique nécessitant une intervention physique sur le corps humain.

## Description
Les spécialités chirurgicales regroupent :
- la chirurgie orthopédique concerne les interventions sur l'appareil locomoteur (os, articulations, muscles, tendons et nerfs) ;
- la chirurgie viscérale concerne les interventions sur les organes abdominaux ;
- la chirurgie digestive concerne les interventions sur le tube digestif ;
- la chirurgie vasculaire concerne l'intervention sur les vaisseaux ;
- la neurochirurgie concerne les interventions sur le cerveau ou sur la moelle épinière ;
- l'urologie concerne les interventions sur les reins et les voies urinaires, ainsi que sur l'appareil génital masculin ;
- la gynécologie obstétrique concerne les interventions sur l'appareil génital féminin ;
- la chirurgie cardiaque concerne les interventions sur le cœur ;
- la chirurgie thoracique concerne les interventions sur le poumon, la plèvre et la trachée ;
- la chirurgie pédiatrique concerne la chirurgie de l'enfant ;
- la chirurgie maxillo-faciale concerne la chirurgie du visage et du cou ;
- la chirurgie dentaire concerne la chirurgie des dents et des tissus mous de la cavité buccale ;
- la chirurgie des glandes endocrines ;
- l'ophtalmologie, l'oto-rhino-laryngologie, la chirurgie plastique, etc.